# Liste du patrimoine immobilier classé de Chièvres
Cette page regroupe l'ensemble du patrimoine immobilier classé de la ville belge de Chièvres.
| Objet | Année de construction / Architecte | Adresse                            | Section communale | Coordonnées                      | Numéro d’inventaire | Illustration                                         |
| --- | ---------------------------------- | ---------------------------------- | ----------------- | -------------------------------- | ------------------- | ---------------------------------------------------- |
| Chapelle Saint-Jean-Baptiste                                                                                                  |                                    |                                    |                   | 50° 35′ 05″ nord, 3° 48′ 29″ est | 51014-CLT-0001-01   | Chapelle Saint-Jean-Baptiste                         |
| Château d'Egmont, Grand'Place, n° s 16-17                                                                                     |                                    | Grand'Place, n° s 16-17            |                   | 50° 35′ 16″ nord, 3° 48′ 29″ est | 51014-CLT-0002-01   | Château d'Egmont, Grand'Place, n° s 16-17            |
| L'église Saint-Martin |                                    |                                    |                   | 50° 35′ 18″ nord, 3° 48′ 24″ est | 51014-CLT-0003-01   | L'église Saint-Martin                                |
| Tour de Gavre |                                    |                                    |                   | 50° 35′ 20″ nord, 3° 48′ 21″ est | 51014-CLT-0004-01   | Tour de Gavre                                        |
| Segments des remparts fossoyés situés l'un sur 325 m au sud de la tour de Gavre et l'autre à l'est, sur une longueur de 145 m |                                    |                                    |                   | 50° 35′ 14″ nord, 3° 48′ 19″ est | 51014-CLT-0005-01   | Image manquanteTéléverser                            |
| Chapelle de la Ladrerie |                                    | Rue d'Ath, n° 43                   |                   | 50° 35′ 50″ nord, 3° 48′ 05″ est | 51014-CLT-0006-01   | Chapelle de la Ladrerie                              |
| Maison forte |                                    | Rue de la Cour, n° 38 et alentours |                   | 50° 33′ 35″ nord, 3° 44′ 41″ est | 51014-CLT-0007-01   | Image manquanteTéléverser                            |
| Basilique Notre-Dame, parvis Notre-Dame et alentours                                                                          |                                    |                                    |                   | 50° 34′ 52″ nord, 3° 46′ 27″ est | 51014-CLT-0008-01   | Basilique Notre-Dame, parvis Notre-Dame et alentours |
| Rempart sud de la ville, Faubourg Saint-Jean                                                                                  |                                    |                                    |                   | 50° 35′ 09″ nord, 3° 48′ 24″ est | 51014-CLT-0009-01   | Image manquanteTéléverser                            |